# Le Kid de Cincinnati
Pour plus de détails, voir Fiche technique et Distribution.
Le Kid de Cincinnati (The Cincinnati Kid) est un film américain de Norman Jewison, sorti en 1965.

## Synopsis
Eric Stoner, surnommé le « Kid de Cincinnati », est un as du poker de La Nouvelle-Orléans. Shooter, son manager, contacte un organisateur de tournoi, Slade, pour mettre sur pied une rencontre au sommet entre lui et le vieux Lancey Howard, un maître incontesté et reconnu du poker.
Au cours de la rencontre, Lancey Howard est épuisé par des parties interminables et le Kid est près de remporter le tournoi, avec la complicité de Shooter qui distribue les cartes à son avantage. Mais, n'acceptant pas de vaincre en trichant, le Kid renvoie Shooter et le fait remplacer. La partie se poursuit alors jusqu'à ce que Howard reçoive une main exceptionnelle...

## Fiche technique
- Titre français : Le Kid de Cincinnati
- Titre original : The Cincinnati Kid
- Réalisation : Norman Jewison
- Scénario : Terry Southern et Ring Lardner Jr., d'après le roman de Richard Jessup
- Direction artistique : Edward C. Carfagno et George W. Davis
- Décors de plateau : Henry Grace et Hugh Hunt
- Costumes : Donfeld
- Musique : Lalo Schifrin
- Chef opérateur : Philip H. Lathrop
- Montage : Hal Ashby
- Pays de production : États-Unis
- Format : Métrocolor - 1,66:1 - Mono - 35 mm
- Producteur : Martin Ransohoff, John Calley
- Production : Filmways, Solar
- Distribution : Metro-Goldwyn-Mayer
- Genre : drame
- Durée : 113 minutes[1]
- Dates de sortie :
  - États-Unis : novembre 1965
  - France : février 1966
- Affiche : Gilbert Allard (France)

## Distribution
- Steve McQueen (VF : Marc Cassot) : Eric Stoner, alias « le Kid »
- Edward G. Robinson (VF : Serge Nadaud) : Lancey Howard
- Tuesday Weld : Christiane Rudd
- Ann-Margret (VF : Michèle Bardollet) : Melba Nyle William
- Karl Malden (VF : Roger Carel) : le jongleur (the Shooter)
- Rip Torn (VF : Jean-Louis Jemma) : William Jefferson Slade
- Cab Calloway (VF : Georges Aminel) : Yeller
- Joan Blondell (VF : Lita Recio) : « Doigts de Fée »
- Jack Weston (VF : Jacques Marin) : « Le gros »
- Jeff Corey (VF : Jean Violette) : Hoban
- Karl Swenson (VF : Henry Djanik) : M. Rudd
- Émile Genest : le cadien
- Irene Tedrow (VF : Héléna Manson) : madame Rudd
- Dub Taylor (VF : Lucien Bryonne) : le donneur des cartes
- Theodore Marcuse : Felix
- Milton Selzer (VF : Michel Gudin) : Doc Sokal
- Sweet Emma Barrett : la chanteuse de blues
- Ron Soble (VF : Sady Rebbot) : Danny
- Midge Ware : Alice Lee Slade
- Howard Wendell : Charlie

Acteurs non crédités
- Larry Duran : un joueur à la première partie de cartes
- Charles Wagenheim : un vieil homme

## Bande originale
Le générique de fin est interprété par Ray Charles.

## Autour du film
- Le film avait été confié à Sam Peckinpah et le rôle féminin principal était tenu par Sharon Tate. Mais Peckinpah optant pour le noir et blanc, contre l'avis du producteur Martin Ransohoff et, surtout, improvisant des scènes érotiques non prévues au scénario, est rapidement congédié. Un nouveau réalisateur, Norman Jewison, reprend le tournage à zéro et une partie de la distribution est changée.
- Spencer Tracy refusa le rôle de Lancey Howard malgré l'insistance de Steve McQueen. Mais petit clin d'oeil : c'est Serge Nadaud, voix habituelle française de Spencer Tracy, qui double Edward G. Robinson dans ce film.
- Le type de poker pratiqué dans le film est le Stud à cinq cartes, depuis surnommé « Cincinnati Kid ».